# Wallingwells
Wallingwells is een civil parish in het bestuurlijke gebied Bassetlaw, in het Engelse graafschap Nottinghamshire met 22 inwoners.